# Charles Haley
Charles Lewis Haley (Gladys, 6 gennaio 1964) è un ex giocatore di football americano statunitense che ha giocato nel ruolo di linebacker e defensive end nella National Football League (NFL) per i San Francisco 49ers  (1986–1991, 1998–1999) e i Dallas Cowboys (1992–1996) . Fu scelto nel corso del quarto giro (96º assoluto) del Draft NFL 1986 dai 49ers. Dopo Tom Brady con sette titoli, Haley è l'unico giocatore della storia della NFL,   ad aver vinto 5 Super Bowl ed è stato inserito nella Pro Football Hall of Fame nel 2015.

## Carriera professionistica
Giocando per i San Francisco 49ers nel periodo 1986–1991 vinse i Super Bowl XXIII e XXIV dopo le stagioni 1988 e 1989 rispettivamente. Dopo essere entrato in conflitto con l'allenatore dei 49ers ed aver avuto un confronto fisico col quarterback Steve Young, Haley fu scambiato coi Dallas Cowboys dopo la stagione 1992, con cui avrebbe vinto tre anelli nelle successive quattro stagioni: nel 1992 (Super Bowl XXVII), 1993 (XXVIII) e 1995 (XXX).
Anche se gli infortuni lo forzarono al ritiro nel 1996, Haley tornò brevemente per i playoff 1998 coi 49ers, giocando con loro anche nel 1999. Dopo essersi ritirato dal football giocato divenne assistente allenatore nella difesa dei Detroit Lions.
Nelle sue 12 stagioni nella NFL, Haley mise a segno 100,5 sack, 2 intercetti e recuperò 8 fumble ritornandone uno in touchdown. Fu convocato per 5 Pro Bowl (1988, 1990, 1991, 1994, 1995) e inserito nella formazione ideale della stagione All-Pro nel 1990 e 1994. Haley entrò tra i 15 finalisti per l'induzione nella Pro Football Hall of Fame nel 2010, 2011, 2013 e 2014 senza riuscire però a raggiungere i voti necessari per entrare a farvi parte. Lo fece nel 2015.

## Palmarès

### Franchigia
- Super Bowl : 5

San Francisco 49ers: XXIII, XXIV
Dallas Cowboys: XXVII, XXVIII, XXX
- National Football Conference Championship: 5

San Francisco 49ers: 1988, 1989
Dallas Cowboys: 1992, 1993, 1995

### Individuale
- Convocazioni al Pro Bowl: 5

1988, 1990, 1991, 1994, 1995
- All-Pro: 2

1990, 1994
- PFWA All-Rookie Team - 1986
- Club dei 100 sack
- Dallas Cowboys Ring of Honor
- College Football Hall of Fame
- Pro Football Hall of Fame (classe del 2015)